# Cas sociatiu
El cas sociatiu és un cas gramatical que en hongarès pot expressar la persona en companyia de la qual es duu a terme l'acció. També pot expressar qualsevol pertinença d'una persona que participi en l'acció (juntament amb el propietari). Aquest cas és obsolet i avui en dia és sovint emprat en lloc d'aquest el cas instrumental comitatiu.
Exemples:
- Vaig anar-hi amb en Joan
- Vaig arreglar-ho amb les eines d'en Joan